# Marvin Molina
Marvin Molina (ur. 21 grudnia 1981) – nikaraguański piłkarz występujący na pozycji obrońcy. Zawodnik klubu Real Estelí.

## Kariera klubowa
Molina karierę rozpoczynał w zespole Deportivo Jalapa. W 2007 roku trafił do Realu Estelí. Od tego czasu wywalczył z nim 2 mistrzostwa Nikaragui (2008, 2009), 3 mistrzostwa fazy Clausura (2010, 2011, 2012) oraz mistrzostwo fazy Apertura (2011).

## Kariera reprezentacyjna
W reprezentacji Nikaragui Molina zadebiutował w 2008 roku. W 2009 roku został powołany do kadry na Złoty Puchar CONCACAF. Zagrał na nim tylko w meczu z Panamą (0:4), a Nikaragua zakończyła turniej na fazie grupowej.